# Carlos Rocuant
Carlos Alberto Rocuant López (* 1903; † 25. Oktober 1966 in Santiago de Chile) war ein chilenischer Radrennfahrer.

## Sportliche Laufbahn
Rocuant war im Bahnradsport aktiv. 1928 startete er bei den Olympischen Sommerspielen in Amsterdam. In der Mannschaftsverfolgung kam der Vierer aus Chile mit Jorge Gamboa, Alejandro Vidal, Carlos Rocuant und Edmond Maillard auf den 9. Rang. Er startete für den Verein Club Ciclista de Chile.